# Euproctis lyclene
Euproctis lyclene är en fjärilsart som beskrevs av Swinhoe 1904. Euproctis lyclene ingår i släktet Euproctis och familjen tofsspinnare. Inga underarter finns listade i Catalogue of Life.